# Ilulissats kommun
Ilulissats kommun var en kommun på Grönland fram till 1 januari 2009. Från detta datum ingår Ilulissat i den nya storkommunen Qaasuitsup. Ilulissat låg i amtet Kitaa. Huvudort var Ilulissat. Kommunen hade en befolkning på 4 996 invånare.

## Mindre orter
- Ilimanaq
- Oqaatsut
- Qeqertaq
- Saqqaq